# 岩竹信明
岩竹 信明（いわたけ のぶあき、英語: Nobuaki "Warren" Iwatake、1923–2012）は、大日本帝国陸軍によって無線通信士・通信傍受者として徴用されたアメリカ市民。外交官松永大介の義理の父。

## 家族史
岩竹は、6人兄弟の長男としてハワイのカフルイで生まれ、カフルイで育った。小林商店の従業員であった父は、海難事故で急逝した。大黒柱を失った一家は1940年11月に広島市の叔父の家に身を寄せたが、マウイ高校に通っていた岩竹は1941年に卒業するまでマウイ島に滞在した。真珠湾攻撃の6か月前に、岩竹は家族と再会するために日本へ向けて出発した。

## 日本帝国陸軍での在籍
1943年、岩竹は学徒出陣により日本の大学から大日本帝国陸軍に徴兵された。岩竹は、船団への潜水艦攻撃により硫黄島の戦いを免れ、その後硫黄島の北150マイルにある父島に駐屯した。島々の間の無線通信を遮断するため、米軍は父島を爆撃した。岩竹は、1944年9月に後のアメリカ合衆国大統領ジョージ・H・W・ブッシュが搭乗するアベンジャー爆撃機が太平洋上空で撃墜されるのを目撃している。ブッシュは味方潜水艦によって救助されたが、同乗していた2人のアメリカ人乗員は死亡した。目撃した岩竹によれば、ブッシュは墜落の寸前まで機内に留まっていたという。ブッシュの任務は、島の通信塔と日本軍の爆撃であった。アメリカ軍による「アイランドホッピング」戦略により、島は侵攻を免れた。
岩竹はまた、日本軍がウォーレン・アール・ボーンというテキサス出身のアメリカ人パイロットを捕らえたときにも立ち会っている。岩竹は、このパイロットの父島での警備を任され、行動をともにした。岩竹とウォーレンは何時間も語り合い、個人的な親交を深めた。
岩竹によると、ある晩、風呂上がりに2人で歩いていると、岩竹が爆弾によってできた穴に落ちた。「真っ暗で出られなかった。彼は私に手を差し伸べて、手を取りなさいと言った」そしてウォーレンは岩竹を引っ張り出した。1945年3月に硫黄島が陥落した直後、ウォーレンは他の日本の海軍士官に連行され、斬首された。

## 戦後
アメリカ人の友への敬意と追憶として「ウォーレン・イワタケ」を名乗り、「彼の分も生きて日米友好に尽くす」と誓いを立てた岩竹は、戦後は在日米大使館の広報・文化交流部に34年間勤めた。
ウォーレンやブッシュ、その他の島で出会ったアメリカ人たちとの岩竹の経験は、ジェームズ・ブラッドリーの著書「Flyboys: A True Story of Courage」で詳述されている。2002年、岩竹と大統領とジョージ・H・W・ブッシュ元大統領は、父島で会談し、日米両軍の退役軍人による象徴的な再会を果たした。
県立広島第一中学校（現・国泰寺高校）に通っていた岩竹の弟は、広島市への原子爆弾投下により被爆死した。岩竹の叔父である岩竹博博士も、原子爆弾でひどく火傷を負ったが、健康を回復し、1980年代まで生きた。岩竹博の物語は、1966年の井伏鱒司による歴史小説 『黒い雨』で描かれている。小説の主人公は架空の人物であるが、岩竹博ら実際の原爆被爆者へのインタビューに基づいている。
戦後、岩竹は東京にあるアメリカ大使館の通訳を35年間務めた。彼は2012年に88歳で他界した。

## 関連書籍
門池啓史『日本軍兵士になったアメリカ人たち―母国と戦った日系二世』元就出版社、2010年。ISBN 978-4-86106-184-4。OCLC 534437029。